# Беннеттитовые (семейство)
Беннетти́товые (лат. Cycadeoidaceae) — семейство вымерших растений из порядка Беннеттитовые. Существовало с триаса по мел включительно. Стволы низкие, бочковидные, меньше одного метра в высоту и до одного метра в диаметре. Стробилы всегда обоеполые. У Cycadeoidea, наиболее изученного представителя семейства, стробилы оставались закрытыми вплоть до созревания, что указывает на самоопыление. Иногда перекрестное опыление стробилов могли осуществлять насекомые, прогрызавшие в них ходы.